# Berlin-Marienfelde
Marienfelde is een stadsdeel van Berlijn dat onderdeel uitmaakt van het stadsdistrict Tempelhof-Schöneberg. Het oude deel van het vroegere tempeliersdorp is goed geconserveerd en doet heel dorps aan, ondanks het een stadsdeel van Berlijn is Marienfelde is een van de 59 dorpen waaruit Groot-Berlijn sinds 1920 bestaat. Marienfelde grenst aan de zuid- en westkant aan de deelstaat Brandenburg. De Dorpskerk van Marienfelde is waarschijnlijk de oudste kerk van Berlijn en de Mittelmark van de deelstaat Brandenburg. Marienfelde ligt in de Teltow (streek).

## Geschiedenis
Het brinkdorp ontstond rond 1220 samen met het naburige Mariendorf,als een boerennederzetting onder het beheer van de commanderij van Tempelhof. De commanderij werd in 1200 of kort daarvoor door de Tempeliers werd gebouwd. De dorpskerk is waarschijnlijk rond 1220 gebouwd als stenen kerk. Tegenwoordig gaat men er vanuit dat dit rond 1240 is. De oudst nog bestaande document waarop het het dorp (als Merghenvelde) vermeld staat stamt uit 1344. Het dorp behoorde aanvankelijk tot de landerijen van de commanderij van Tempelhof, andere historische dorpen die bij deze commanderij hoorde zijn Mariendorf, Tempelhof en Rixdorf. Nadat de orde der Tempeliers was opgeheven in 1312 kwamen de bezittingen in 1318 in handen van de Orde van Sint-Jan.
In het Landboek van Keizer Karel IV van het Heilige Roomse Rijk uit 1375 werd Marienfelde vermeld met 52 hoeven, waarvan drie parochiehoeven. Er waren negen boerderijen en een molen, maar bezat geen brouwrecht. Brouwrecht in Marienfelde werd pas in 1450 beschreven. In 1435 werd Marienfelde (samen met Tempelhof, Mariendorf en Rixdorf) gezamenlijk bezit van de toenmalige steden, Berlijn en Cölln aan de Spree en bleef dit tot 1831. Cölln werd zelf onderdeel van Berlin doordat Keurvorst Frederik I van Pruisen in 1709 deze stad en enkele voorsteden met Berlijn liet samenvoegen. Rond 1450 bezat Marienfelde nog 42 hoeven.
Naar aanleiding van de Zevenjarige Oorlog medio 18e eeuw werd In de jaren 1776/1777, door Koninklijk besluit werd de Königsgraben gegraven tussen Lichtenrade en Marienfelde. De Königsgraben als afwateringssloot stelde boeren in staat te betere opbrengsten te behalen in het moerassige gebied door de vernietigingen in de Zevenjarige oorlog.
Marienfelde was tot 1800 slechts een klein dorp in de mittelmark van de Pruissische Provincie Brandenburg, met minder dan 200 inwoners. Veel van deze gebouwen zijn nog terug te vinden rondom de brink.
Vanaf 1831 wisselde het dorp regelmatig van dorps- en landgoedeigenaar. Een belangrijke havezate eigenaar om te noemen is, de econoom en politicus Alfred Kiepert. Kiepert liet in 1850 het Gutspark Marienfelde aanleggen en is daar tegenwoordig met zijn vrouw geëerd en vereeuwigd op een muurschildering op een van de muren van zijn havezate. Hij ligt begraven op het kerkhof bij de dorpskerk van Marienfelde, waar zijn grafsteen ook te vinden is.
Na 1850 begon het dorp echt groter te worden, zeker nadat in 1875 het Treinstation Berlin-Marienfelde werd aangelegd. In 1888 werd begonnen met de
villawijk Neu-Marienfelde ten westen van de spoorlijn. Rond 1914 was de bevolking van Marienfelde al verdubbeld. In 1920 werd Marienfelde onderdeel van het district Tempelhof in Groot-Berlijn.
Vanaf 1925 werd de villawijk uitgebreid tot aan de grens met de Provincie Brandenburg, waar Groot-Berlijn sinds 1920 geen deel meer van uitmaakte.
Tijdens de Tweede Wereldoorlog had Marienfelde zo'n 10000 inwoners. Tijdens deze oorlog kromt de bevolking tot zo'n 8000 inwoners, mede door de bombardementen op het hart van de villawijk Neu-Marienfelde. Na 1948 ging Marienfelde deel uitmaken van West-Berlijn en had het tijdens die Wende en de hereniging van Duitsland zo'n 33000 inwoners.

## De historische dorpsbrink
De oude dorpsbrink is tot op de dag van vandaag goed bewaard gebleven. Met uitgebreide verkeersremmende maatregelen biedt het de mogelijkheid om te ontspannen. Het wordt gekenmerkt door de Dorpskerk van Marienfelde die gebouwd werd rond 1220 of 1240. Dit is waarschijnlijk het oudste bewaard gebleven gebouw in het stedelijk gebied van Berlijn en een van de oudste veldsteenkerken in de Mittelmark. Het dorpsplein grenst direct aan het Gutspark Marienfelde.

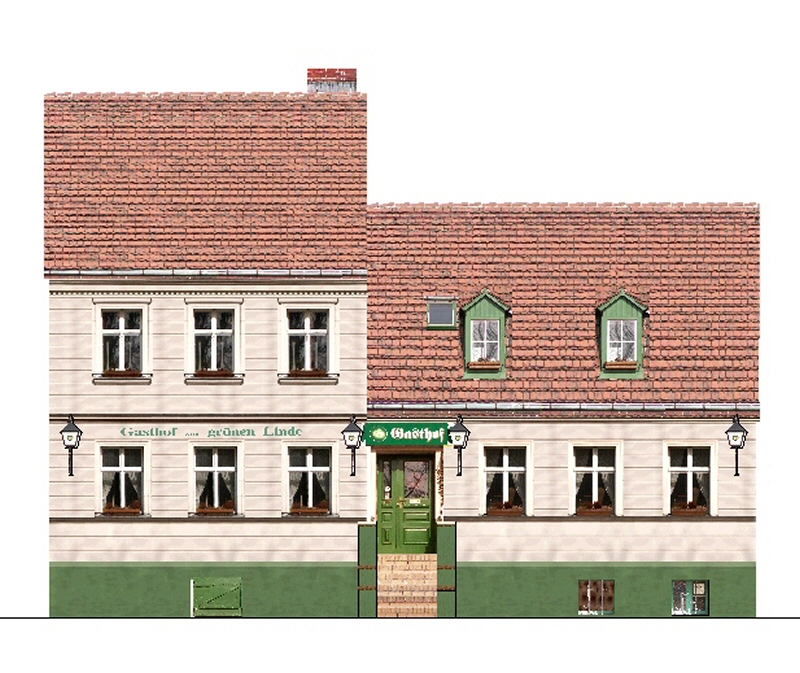
Gasthof Zur grünen Linde
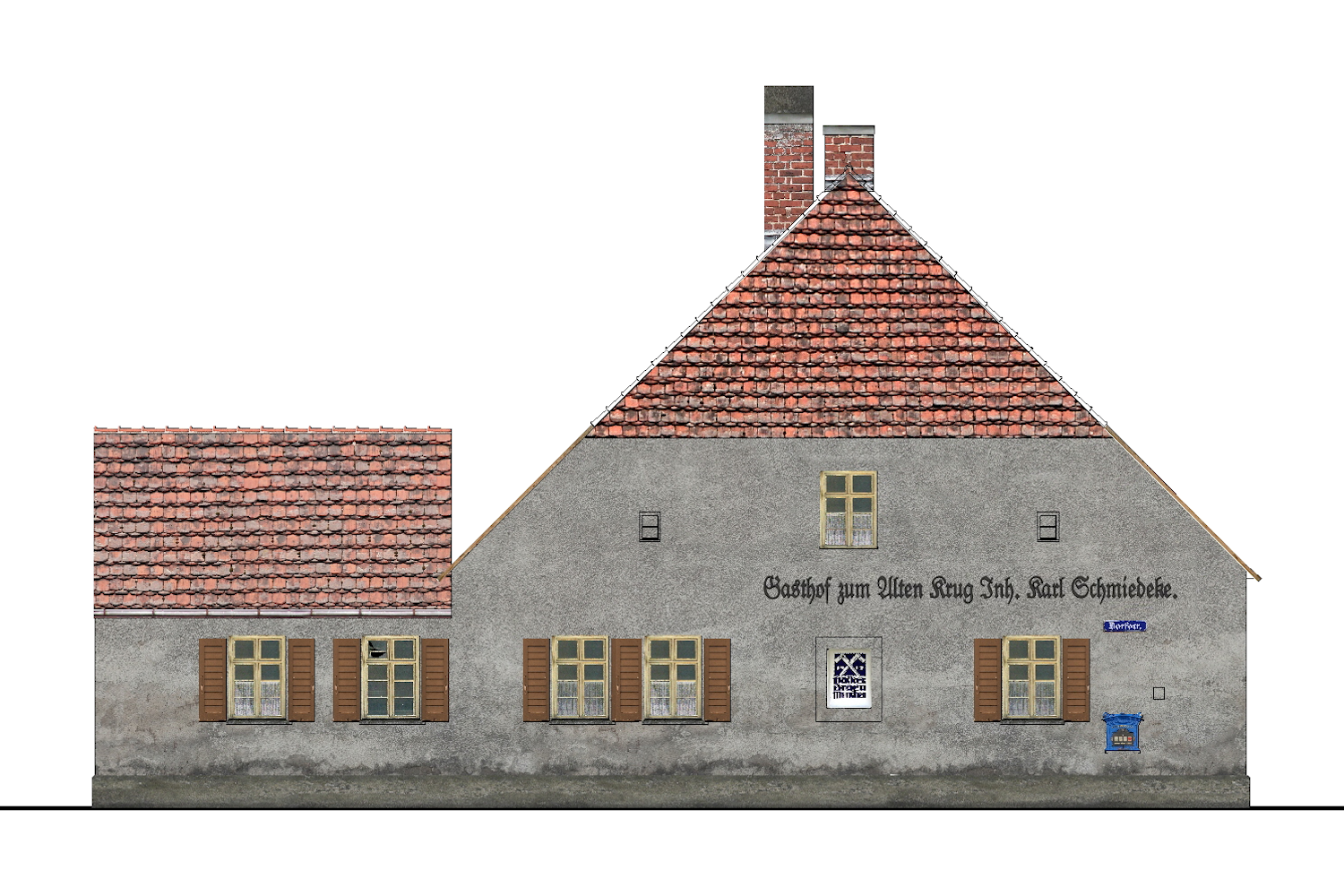
Gasthof Alter Krug in 1900 (in 1943 vernietigd)
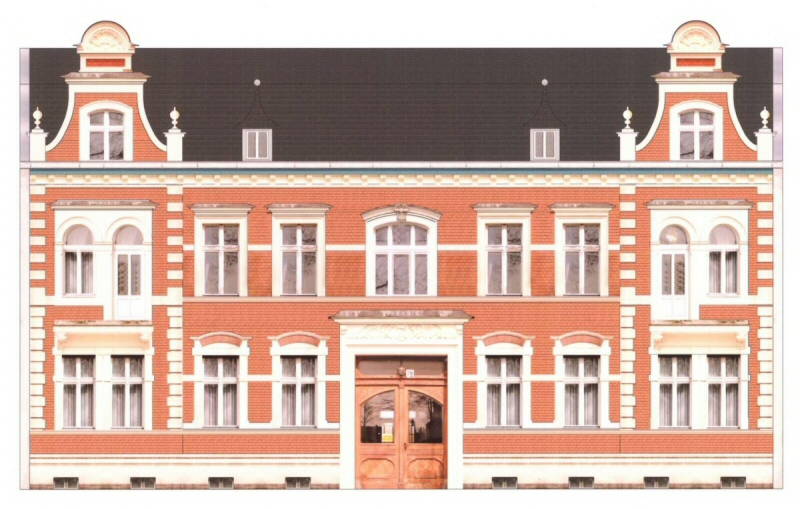
Woonhuis uit 1900
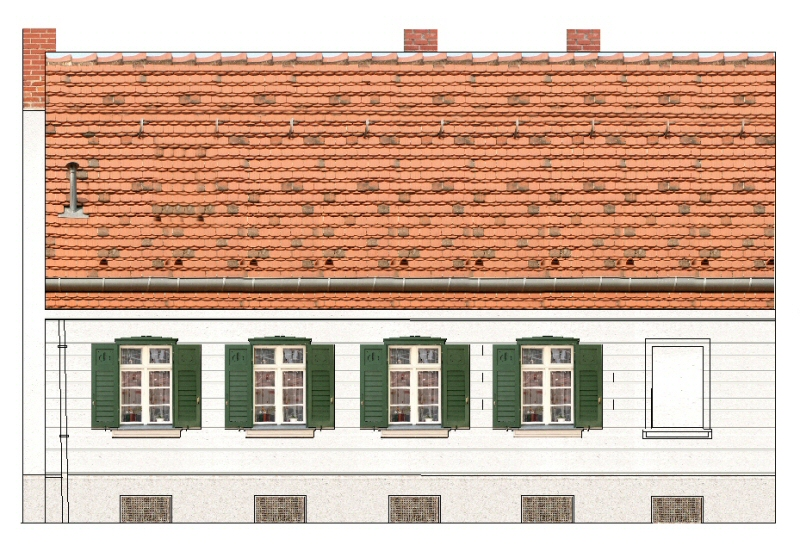
Historische Dorpssmederij
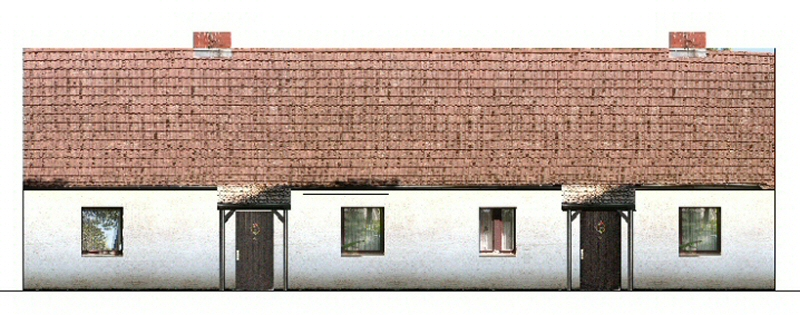
Historisches Woonhuis met een openstookkeuken
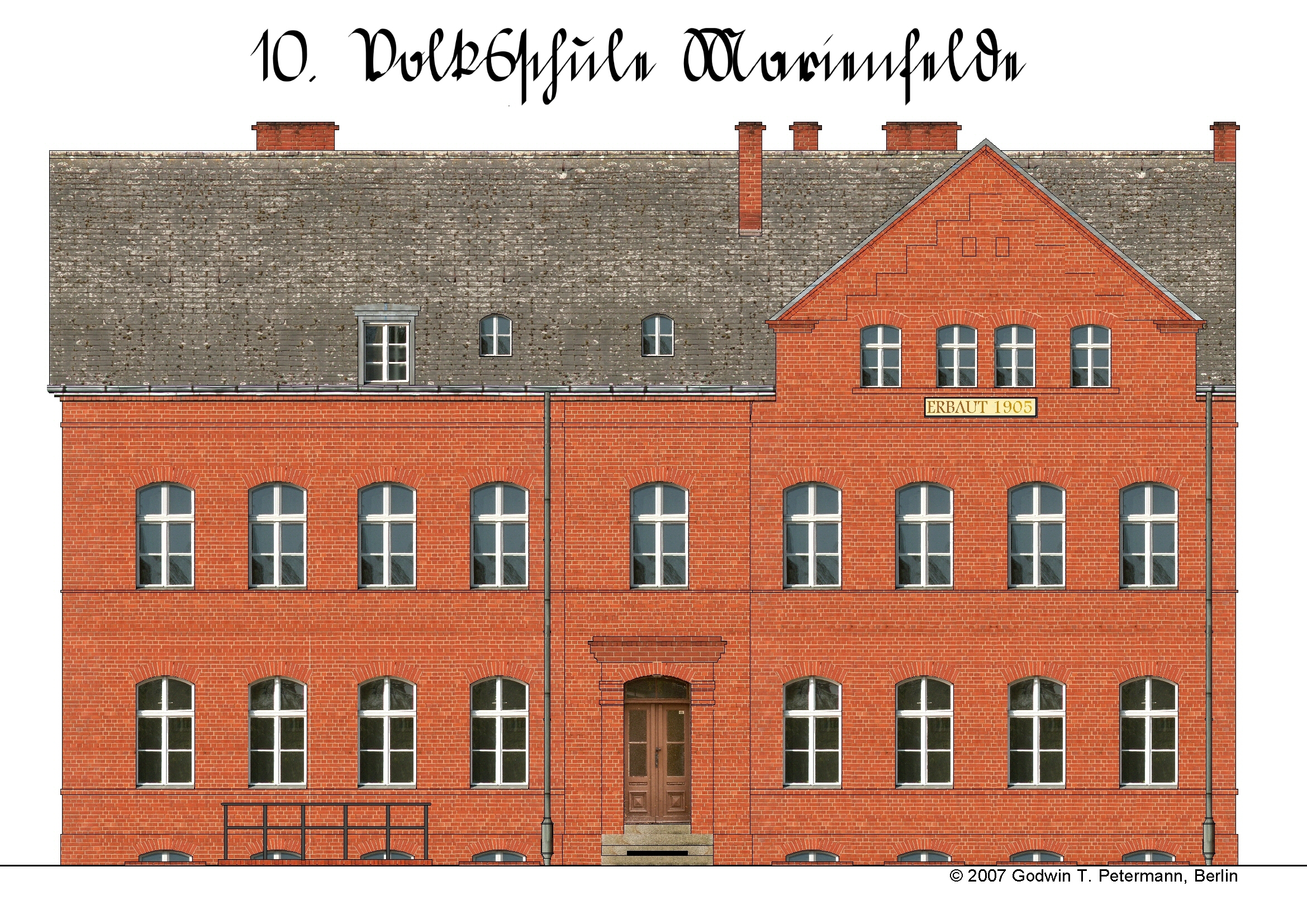
10. Volksschule Marienfelde 1905 (rondom 1970 afgebroken)
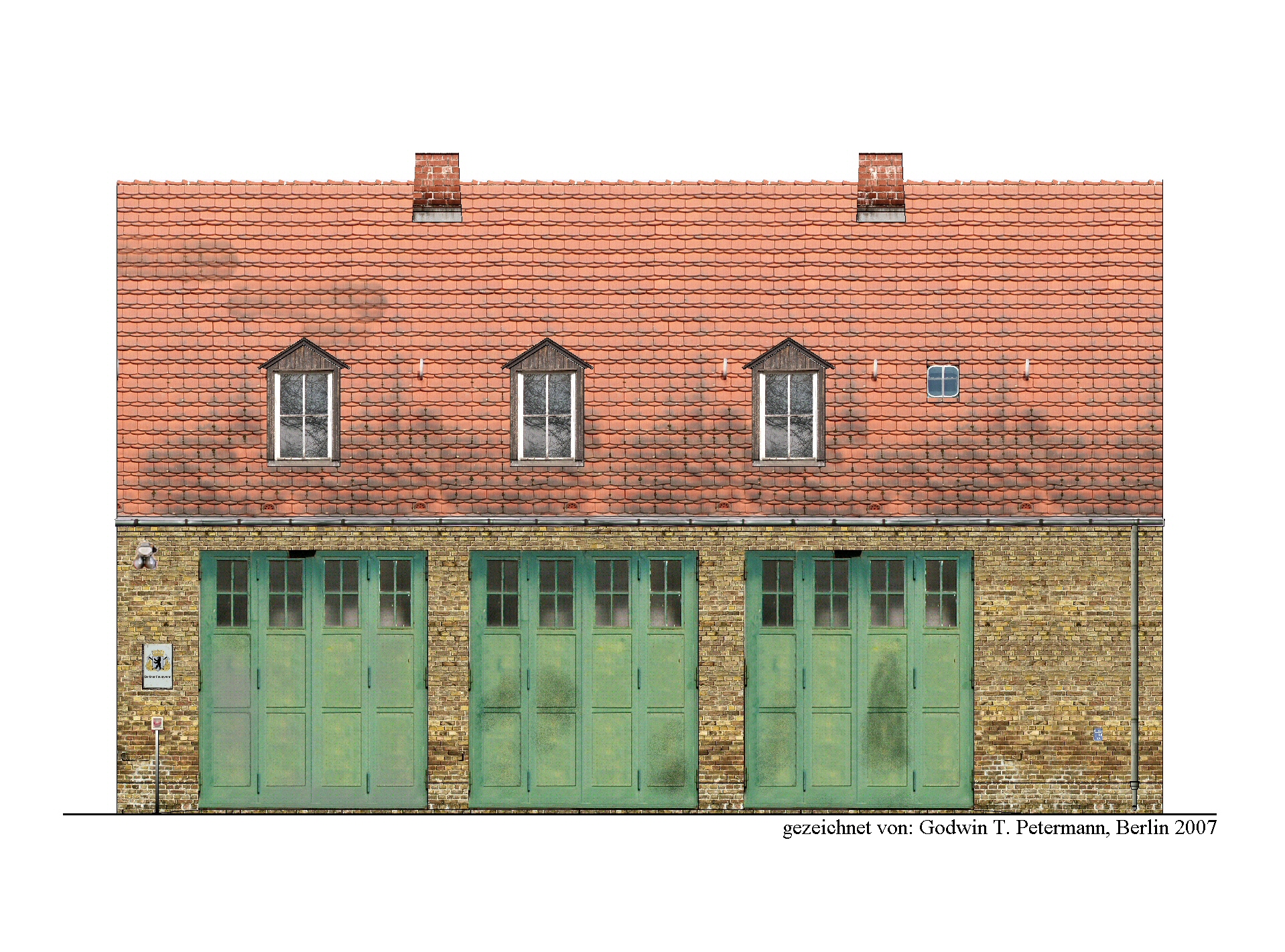
„Neue“ Feuerwache Marienfelde uit 1950
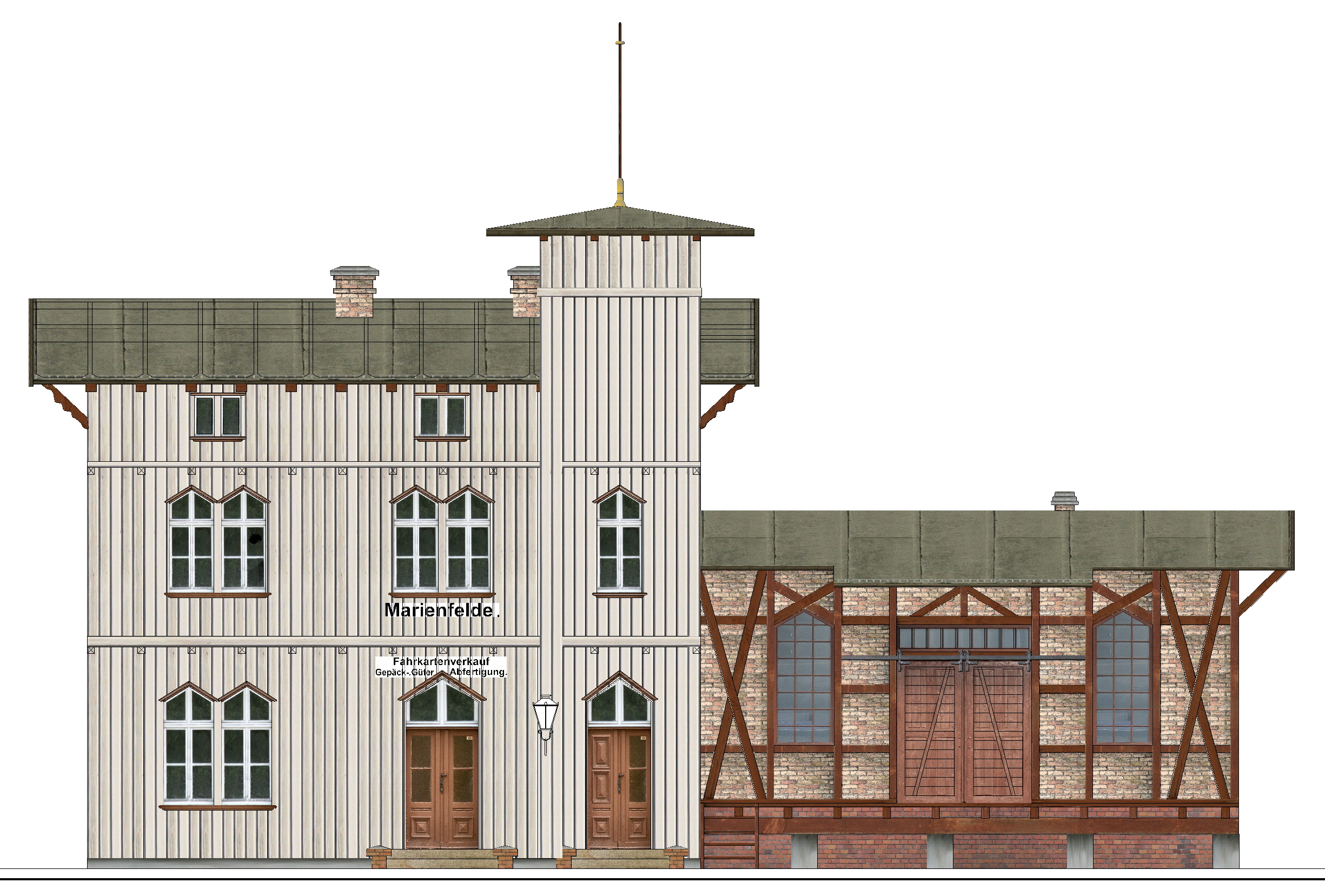
S-Bahnstation Marienfelde 1889

Friedenau ·
Lichtenrade ·
Marienfelde ·
Mariendorf ·
Schöneberg ·
Tempelhof